# Natália Bernardo
Natália Maria Bernardo (født 25. december 1986 i Luanda, Angola) er en kvindelig håndboldspiller fra Angola som spiller playmaker for Primeiro de Agosto og Angolas landshold. Hun deltog under VM i 2011, 2013 i Brasilien og Serbien og OL i 2008, 2012 og 2016.
Hun halvsøster til tidligere landsholdspiller fra Angola, Marcelina Kiala og nuværende landholdpiller Luísa Kiala.